# همبندی (معماری)

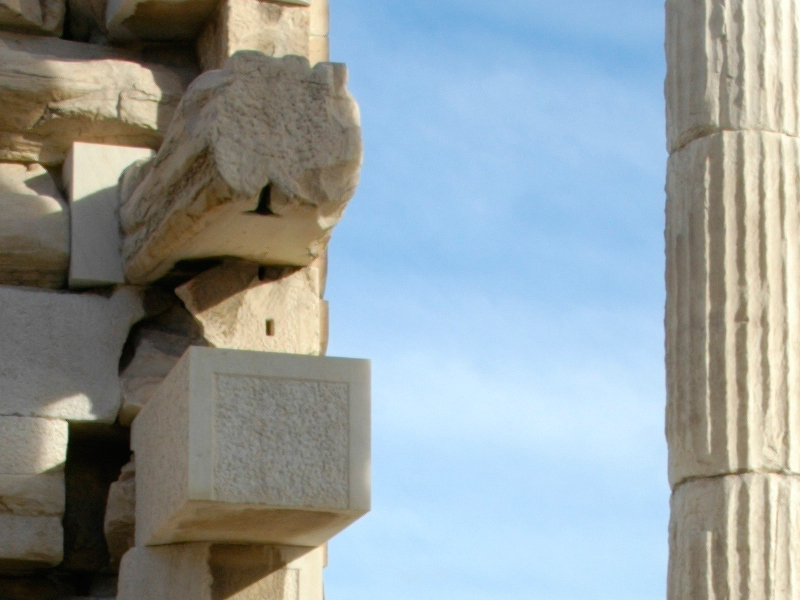
نمونه‌ای از همبندی در معبد ارختئون آکروپولیس

همبندی (به انگلیسی: Anathyrosis) یک شیوهٔ فنی در اغلب سازه‌های باستانی است که در آن از اتصالات بلوک‌های سنگی استفاده می‌شد.
در این روش، حاشیه‌های دو سطحی را که می‌خواستند روی هم بگذارند را هموار ساخته و میان‌شان را به‌صورت زبره‌تراش باقی می‌گذاشتند تا خوب روی هم جفت شوند اما رویهٔ همهٔ سنگ‌ها را به دقت تراشیده و پاک می‌کردند.